# Liste der Fernschnellzüge der Deutschen Reichsbahn
Die Liste der Fernschnellzüge der Deutschen Reichsbahn listet alle Fernschnellzüge (FD) auf, die von der Deutsche Reichsbahn zwischen 1923 und 1945 betrieben wurden. Die mit Schnelltriebwagen betriebenen Fernschnellzüge wurden ab 1936 als Fernschnelltriebwagen (FDt) bezeichnet.

## Liste
| Zug-Nr.                        | ab        | bis  | Laufweg                                                                         | Anmerkung |
| ------------------------------ | --------- | ---- | ------------------------------------------------------------------------------- | --- |
| FDt 1/2 „Fliegender Hamburger“ | 1933      | 1939 | Berlin Lehrter Bahnhof–Altona (ab 1938 „Hamburg-Altona“)                        | Bis 1935 als „FD“ geführt, ab 1939 als FDt 23/22. Die Namensgebung erfolgte nie offiziell, wurde aber auch von der Reichsbahn in ihrer Öffentlichkeitsarbeit verwendet. |
| FD 3/4                         | 1928      | 1935 | Berlin Anhalter Bahnhof–Leipzig–Erfurt–Frankfurt am Main                        | Der Zug führte Schlafwagen, die südlich von Frankfurt bis Basel SBB als reiner Durchgangszug mit Schlafwagen weiterfuhren. Ab 1935 als dreiklassiger Schnellzug. |
| FD 5/6                         | 1926      | 1940 | (Basel SBB–Heidelberg–)Frankfurt am Main–Erfurt–Leipzig–Berlin Anhalter Bahnhof | FD 5/6 verkehrte seit Kriegsbeginn nur noch „auf besondere Anordnung“ und faktisch wohl nur noch bis in den Januar 1940. Zwischen Basel SBB und Frankfurt nur zwischen 1928 und 1933, 1927 ab/bis Heidelberg, ab 1940 wieder ab/bis Basel DRB |
| FD 5/6                         | 1939      | 1939 | Berlin Stadtbahn–Schneidemühl–Elbing–Königsberg                                 | Nur im Sommerfahrplan 1939, in Vorbereitung auf den Zweiten Weltkrieg am 22. August 1939 eingestellt. |
| FD 7/8                         | 1938      | 1939 | Stuttgart–Würzburg–Schweinfurt–Erfurt–Leipzig–Berlin Anhalter Bahnhof           | Der Zug verkehrte südlich von Stuttgart als D 7/8 ab/bis Zürich HB und führte Kurswagen von/nach Genua, Ventimiglia und Konstanz, in Vorbereitung auf den Zweiten Weltkrieg am 22. August 1939 eingestellt. |
| FDt 10/11                      | 1938      | 1939 | Berlin Lehrter Bahnhof–Hamburg-Altona                                           | Verkehrte nur werktags, ab 1939 als FDt 24/27 |
| FD 11/12                       | 1928      | 1931 | Berlin Anhalter Bahnhof–Leipzig–Erfurt–Schweinfurt–Würzburg–Stuttgart           | Verkehrte nur im Sommerhalbjahr, in Stuttgart Anschluss von und nach Zürich |
| FD 15/16                       | 1929      | 1932 | Berlin Stadtbahn–Hannover–Hamm–Köln                                             | Nachtzug, nur Schlafwagen. |
| FDt 15/16                      | 1935      | 1939 | Berlin Stadtbahn–Hamm–Essen–Köln                                                | In Richtung Berlin bis Hamm FDt15 vereinigt mit FDt 37, zwischen Berlin und Hamm in beiden Richtungen vereinigt mit FDt 17/18. |
| FDt 17/18                      | 1936      | 1939 | Berlin Stadtbahn–Hamm–Wuppertal–Köln                                            | Zwischen Berlin und Hamm in beiden Richtungen vereinigt mit FDt 15/16. |
| FD 17/18                       | 1938      | 1938 | Berlin Anhalter Bahnhof–Leipzig–Hof–Regensburg–Passau–Linz–Wien                 | In dreiklassigen Schnellzug umgewandelt. |
| FD 21/22                       | 1923/1925 | 1940 | (Köln–)Hamm–Hannover–Berlin Stadtbahn                                           | Ab wann der Zug tatsächlich verkehrte und wenn ja, in welchem Abschnitt, ist unklar, da das Ruhrgebiet und Köln 1923 auf der Schiene durch die Ruhrbesetzung faktisch vom Reich abgeschnitten waren. Erster sicherer Betriebstag über die Gesamtstrecke war der 15. Mai 1925. Seit 1939 nur noch „auf besondere Anordnung“ und faktisch wohl nur noch bis in den Januar 1940. |
| FD 23/24                       | 1923      | 1939 | Berlin Lehrter Bahnhof–Altona Hauptbahnhof                                      | Frühverbindung von und Spätverbindung nach Berlin (gegenläufig zu FD 25/26), ab 1931 nur noch werktags. Ab 1926 erster mit Zugtelefon ausgestatteter Zug, ab 1939 als FD 21/26, in Vorbereitung auf den Zweiten Weltkrieg am 22. August 1939 eingestellt. |
| FDt 24/27                      |           |      |                                                                                 | siehe FDt 10/11 |
| FDt 25                         |           |      |                                                                                 | siehe FDt 27 |
| FD 25/26                       | 1928      | 1932 | Berlin Lehrter Bahnhof–Altona Hauptbahnhof                                      | Frühverbindung von und Spätverbindung nach Hamburg (gegenläufig zu FD 23/24) |
| FD 25/26                       | 1929      | 1939 | Paris/Brüssel–Aachen–Duisburg–Essen–Hamm–Berlin Stadtbahn                       | Westlich von Aachen als D 125/126, Kurswagentausch bzw. Flügelung in Hamm mit FD 225/226, in Vorbereitung auf den Zweiten Weltkrieg am 22. August 1939 eingestellt. |
| FD 27/28                       | 1938      | 1938 | Berlin Lehrter Bahnhof–Hamburg-Altona                                           | Ab Winterfahrplan 1938 mit Triebwagen als „FDt“ |
| FDt 27/28                      | 1938      | 1939 | Berlin Lehrter Bahnhof–Hamburg-Altona                                           | FDt 27 1939 als FDt 25 |
| FD 30/37                       | 1928      | 1932 | Berlin Stadtbahn–Breslau-Beuthen                                                | Seit 1927 schon als Durchgangszug mit nur 1. und 2. Klasse, mit Flügelzug FD 50/57 nach Oderberg mit Kurswagen nach Wien und Budapest. |
| FDt 33/34                      | 1939      | 1939 | Berlin Anhalter Bahnhof–Basel SBB                                               | |
| FDt 37/38                      | 1935      | 1939 | Köln–Essen–Hamm–Altona                                                          | FDt 37 zwischen Köln und Hamm vereinigt mit FDt 15 |
| FDt 45/46                      | 1935      | 1939 | Berlin Stadtbahn–Breslau–Beuthen                                                | Mit SVT der „Bauart Leipzig“, führte als einziger Fernschnellzug auch die 3. Klasse, verkehrte bereits ab 1935 als „Dt“ |
| FD 47/48                       | 1940      | 1940 | Berlin Stadtbahn–Breslau–Krakau                                                 | Verkehrte nur „auf besondere Anordnung“ – es ist unsicher, ob der Zug jemals fuhr. |
| FDt 49/50                      | 1939      | 1939 | Dortmund–Köln–Frankfurt–Basel                                                   | Verkehrte nur an Werktagen |
| FD 50/57                       | 1928      | 1932 | Kandrzin–Oderberg (Tschechoslowakei)                                            | Flügelzug zu FD 30/37, seit 1927 schon als Durchgangszug mit nur 1. und 2. Klasse, ab 1929 als FD 330/337, mit Kurswagen nach Wien und Budapest, ab 1929 mit Schlafwagen Berlin–Wien, ab 1930 Berlin–Budapest. |
| FDt 51/52                      | 1938      | 1939 | Wilhelmshaven–Hannover–Berlin Stadtbahn                                         | |
| FD 53/54                       | 1929      | 1931 | Hannover–Altona Hauptbahnhof                                                    | Flügelzug zu FD 153/154 |
| FDt 54                         | 1938      | 1939 | Bremen–Wilhelmshaven                                                            | Ab 1939 als „Dt“ |
| FD 70/71                       | 1929      | 1934 | Berlin Anhalter Bahnhof–Halle–Nürnberg–München                                  | Nachtzug, nur Schlafwagen, ab 1934 als Schnellzug |
| FDt 77/78                      | 1938      | 1939 | Karlsruhe–Frankfurt–Kassel–Hannover–Hamburg-Altona                              | Ab 1939 nur an Werktagen, ab/bis Karlsruhe erst ab 1939. |
| FD 79/80                       | 1923      | 1940 | München–Nürnberg–Halle–Berlin Anhalter Bahnhof                                  | Ab 6. Oktober 1940 in Dienstschnellzug umgewandelt. |
| FD 91/92                       | 1929      | 1934 | Göttingen–Magdeburg–Berlin Potsdamer Bahnhof                                    | Nachtzug mit Schlafwagen, Flügelzug zu FD 191/192, ab 1934 als dreiklassiger Schnellzug. |
| FD 101/102 Rheingold           | 1928      | 1939 | Luzern/Zürich–Basel–Mannheim–Köln–Emmerich–Utrecht–Hoek van Holland/Amsterdam   | 1928 bis 1936 als Fernschnellzug mit dem Kürzel FFD, ab 1938 nur bis/ab Basel, ab 1939 mit Kurswagen bis/ab Mailand. |
| FD 111/112                     | 1926      | 1939 | Berlin Stadtbahn–Hannover–Osnabrück–Utrecht–Hoek van Holland                    | Verkehrte bereits ab 1922 als L 111/112 Berlin-London-Express der MITROPA. |
| FD 153/154                     | 1929      | 1931 | Frankfurt am Main–Hannover–Bremen                                               | Anschluss in Frankfurt mit FD 5/6 |
| FD 163/164                     | 1925      | 1928 | Hoek van Holland–Utrecht–Kleve–Köln–Mannheim–Basel SBB                          | 1928 mit Inbetriebnahme des Rheingold in dreiklassigen Durchgangszug umgewandelt. |
| FD 191/192                     | 1929      | 1934 | Basel SBB–Mannheim–Frankfurt–Kassel–Hannover–Altona Hauptbahnhof                | Nachtzug mit Schlafwagen und Flügelzug FD 91/92 Göttingen–Berlin, zuvor ab 1922 wöchentlich verkehrender L 91/92 Basel–Saßnitz/Warnemünde der MITROPA („Skandinavien-Schweiz-Express“), ab 1926 D 91/92 mit nur 1. und 2. Klasse mit Flügelzug D 191/192 Göttingen–Berlin, ab 1934 dreiklassiger Schnellzug.                                                                  |
| FD 211/212                     | 1927      | 1936 | (Köln–)Osnabrück–Altona                                                         | Flügelzug zu FD 111/112 mit Kurswagen Hoek van Holland–Altona, 1928/29 bereits ab/bis Köln, ab 1936 Kurswagen in D 211/212 Köln–Hamburg–Flensburg |
| FD 225/226                     | 1929      | 1939 | Köln–Wuppertal–Hamm                                                             | Flügelzug zu FD 25/26 mit Kurswagen Köln–Berlin, Kurswagen von/nach Düsseldorf in D 325/326 Düsseldorf–Wuppertal, in Vorbereitung auf den Zweiten Weltkrieg am 22. August 1939 eingestellt. |
| FDt 231/232                    | 1939      | 1939 | Leipzig–Magdeburg–Hannover–Wesermünde-Lehe                                      | Nur an Werktagen |
| FD 263/264                     | 1927      | 1941 | München–Würzburg–Frankfurt am Main–Köln–Emmerich–Hoek van Holland               | In Vorbereitung auf den Zweiten Weltkrieg am 22. August 1939 eingestellt, 1940/1941 mit nördlichem Endpunkt Dortmund, verkehrte nur „auf besondere Anordnung“, letzter Fernschnellzug im Sommerfahrplan 1941, fuhr in der Praxis wahrscheinlich nicht. |
| FD 330/337                     |           |      |                                                                                 | siehe FD 50/57 |
| FD 425                         | 1934      | 1937 | Hamm–Münster                                                                    | |
| FDt 458/459                    | 1939      | 1939 | Leipzig–Dresden Neustadt–Görlitz–Breslau                                        | Nur an Werktagen vorgesehen, Inbetriebnahme sollte laut Kursbuch Sommer 1939 während der Fahrplanperiode erfolgen, der Zug kam jedoch vor dem 22. August 1939, als die DR den gesamten SVT-Verkehr einstellte, nicht mehr in Betrieb. |
| FDt 515/520                    | 1939      | 1939 | Köln–Wuppertal–Hamm–Hannover–Magdeburg–Leipzig                                  | Verkehrte nur an Werktagen, FDt 515 zwischen Köln und Hannover vereinigt mit FDt 15 und FDt 17 |
| FDt 551/552                    | 1936      | 1939 | München–Nürnberg–Leipzig–Berlin Anhalter Bahnhof                                | Zwischen Nürnberg und Berlin vereinigt mit FDt 711/712, verkehrte 1939 nur an Werktagen |
| FDt 571/572                    | 1935      | 1939 | Frankfurt am Main–Erfurt–Leipzig–Berlin Anhalter Bahnhof                        | Verkehrte 1939 nur an Werktagen |
| FDt 583/584                    | 1939      | 1939 | Hamburg-Altona–Magdeburg–Leipzig–Dresden                                        | Die Verbindung war zwar im Fahrplan vorgesehen, kam jedoch nicht mehr vor dem 22. August 1939, als die DR den gesamten SVT-Verkehr einstellte, in Betrieb. |
| FDt 711/712                    | 1936      | 1939 | Stuttgart–Nürnberg–Leipzig–Berlin Anhalter Bahnhof                              | Zwischen Nürnberg vereinigt mit FDt 551/552, ab 1937 als FDt 1551/1552 |
| FDt 720/723                    | 1935      |      | Stuttgart–München                                                               | Mit Elektrotriebwagen elT 19 (ab 1941 ET 11). |
| FDt 721/722                    | 1935      | 1937 | Stuttgart–München–Berchtesgaden                                                 | Mit Elektrotriebwagen elT 19 (ab 1941 ET 11), 1937 in „Dt“ umgewandelt und nur noch zwischen München und Stuttgart |
| FDt 1551/1552                  |           |      |                                                                                 | siehe FDt 711/712 |